# Kåre Willoch
Kåre Willoch   (Oslo, 3 d'octubre de 1928 - Ullern, 6 de desembre de 2021) va ser un polític noruec, que va ser Primer Ministre de Noruega entre 1981 i 1986 i líder del Partit Conservador de Noruega entre 1970 i 1974. Anteriorment havia estat ministre de comerç (1963 i 1965-1970) i president del Consell Nòrdic (1973).
Després de deixar el càrrec de Primer Ministre va ser governador d'Oslo i d'Akershus i president de la Norsk Rikskringkasting, companyia estatal noruega de radiodifusió, i de l'Institut Nansen. També va exercir com a activista a favor dels drets humans i del medi ambient i va escriure diversos llibres.